# Mr Mxyzptlk
 (décembre 2012).
Si vous disposez d'ouvrages ou d'articles de référence ou si vous connaissez des sites web de qualité traitant du thème abordé ici, merci de compléter l'article en donnant les références utiles à sa vérifiabilité et en les liant à la section « Notes et références ».
Mxyzptlk (prononcé en français : [miksˈjɛzpitlik] ou "Mixe-eyez-pitt-lik"), (aussi surnommé Mxy) est une entité cosmique appartenant à l'univers de DC Comics. Il est l'un des plus grands ennemis de Superman. C'est un lutin venant d'une autre dimension qui apparaît dans Superman #30 (Septembre 1944) en tant que « Mr. Mxyzptlk ». Le premier artiste à le dessiner est Ira Yarbrough. Les pouvoirs de Mxyzptlk dépassent de loin la physique humaine.

## Biographie

### Origines
Lors de sa première apparition, il sema le trouble dans Metropolis en faisant des blagues. Il dit bientôt à Superman qu'il était un bouffon dans sa dimension d'origine, expliquant pourquoi il utilisait ses pouvoirs pour réaliser des supercheries. Superman finit par découvrir le talon d'Achille de Mxy en le faisant prononcer son nom à l'envers.
Originellement, Mxy avait pour objectif de conquérir la planète pour son compte, mais décida bientôt de tourmenter Superman à chaque fois qu'il en aurait l'occasion. Sa seule faiblesse était qu'il ne pouvait supporter d'être ridiculisé et s'il disait ou épelait son nom à l'envers, Kltpzyxm, il était involontairement renvoyé dans sa dimension d'origine pour un minimum de 90 jours. Mxy essaya souvent de contrer cette dernière faiblesse, mais il restait toujours assez naïf pour que Superman réussisse toujours à se jouer de lui encore et encore.

### Changements d'apparence
D'abord, Mxy était un petit chauve aux vêtements violet, nœud papillon vert et un coiffe violette. Cela fut changé pour une combinaison futuriste orange avec des bords violets au milieu des années 1950, personne ne sait s'il conserva seulement le chapeau. À peu près à cette époque, le nom de Mxy devient « Myxzptlk ».
Après l'établissement du multiverse chez DC Comics dans les années 1960, il fut expliqué que le Mxyzptlk habillé de violet vivait dans la cinquième dimension connectée à Terre II et celui habillé d'orange, Mxyzptlk, dans la cinquième dimension connectée à Terre I. La version de Terre I fut aussi introduite rétroactivement dans les histoires de Superboy sous le nom de « Master Mxyzptlk ».

### Post-Crisis
Mr. Mxyzptlk continua à être une épine dans le pied de Superman pendant de nombreuses années. Bien qu'Alan Moore ait offert une interprétation radicalement différente du personnage dans Whatever Happened to the Man of Tomorrow?, il passa à travers Crisis on Infinite Earths relativement inchangé, Bien que la nature déplaisante de ses farces et l'effet psychologique qu'elles avaient sur les autres fut renforcé, du moins au début. Dans les premières histoires post-Crisis, la « condition » qui le ramènerait dans la cinquième dimension était tout ce qu'il voulait que ce soit mais, après que Lex Luthor lui ait appris comment mentir, rendant cela dénué de sens, les histoires recommencèrent à faire dire à Mxyzptlk son nom à l'envers. Beaucoup des histoires suivantes de Mxy adoptèrent un ton post-moderne, semblable à Ambush Bug, quand il commentait les décisions éditoriales, clichés du genre, etc. C'était particulièrement évident dans Superman: The Man of Steel no 75, un pastiche de la mort de Superman dans Superman (volume 2) no 75, qui culmina avec Mxyzptlk rencontrant l'Être Suprême… qui se révéla être Mike Carlin, l'éditeur d'alors des titres Superman, qui le ramena promptement à la vie.
Bien que Mxy n'apparaisse pas dans les épisodes de la JLA de Grant Morrison, celui-ci tira parti de certaines similarités pour relier le Thunderbolt de Johnny Thunder et Qwsp, un ennemi d'Aquaman, à la cinquième dimension, impliquant que cette dimension pourrait être à l'origine de la légende des djinns. Cette histoire vit aussi la première (et pour l'heure unique) apparition post-Crisis de la petite amie du Mxy de Terre I, Ms. Gsptlsnz (décrite comme sa « quinto-partenaire »).
Plus récemment, Peter David montra les origines de Mxy en tant que chercheur très sérieux dans Young Justice et, dans un crossover entre les titres Superman, ses pouvoirs furent temporairement volés par le Joker. Il a aussi été sous-entendu qu'il se voit comme servant un objectif important, en enseignant à Superman à ne pas tout prendre au sérieux.
Il a aussi rencontré deux fois Bat-Mite, le tourmenteur de Batman. La première fut dans le World's Finest de Karl Kesel, dans lequel ils forcèrent les héros à entrer en compétition l'un avec l'autre. La seconde fut dans le one-shot World's Funnest, dans lequel ils voyagèrent dans plusieurs Terres parallèles, incluant les mondes de Captain Carrot and His Amazing Zoo Crew! et de Kingdom Come.
Dans Adventures of Superman #617 (2003), Mxyzptlk fut réinventé sous la forme de jumeaux de sexes différents avec une haine sérieuse de Superman. Un an plus tard, dans Superman Secret Files and Origins 2004 (2004), il retrouva son apparence habituelle. Les raisons en restent obscures.

## Pouvoirs
Mr. Mxyzptlk, comme tous les habitants de la 5e dimension, possède des pouvoirs magiques illimités qui lui permettent de faire à peu près ce qu'il veut, autrement dit il est omnipotent dans notre dimension. Sa seule faiblesse connue dans les comics est, que pour lui, ses combats contre Superman ne sont qu'un jeu, ce qui le pousse souvent à fixer un défi à Superman pour que ce dernier ait une chance de renvoyer Mxy dans sa dimension (pour 90 jours habituellement). Cet accord n'est pas (contrairement à celui de la série animée) régi par une règle cosmique, mais uniquement régie par la volonté de Mxy. On peut ainsi discerner une certaine forme d'honneur de sa part puisque ce dernier tient toujours sa promesse.

## Apparitions dans d'autres médias

### Séries Télévisées
- Mr. Mxyzptlk est apparu dans la série animée des Le Plein de super (Super Friends), doublé par Frank Welker. Dans cette série, son nom était mal prononcé Mix-ill-plick et il tourmentait tous les membres de l'équipe, même quand Superman était absent.
- Dans le cartoon des années 1990 Superman, l'Ange de Metropolis (Superman: The Animated Series), Mr. Mxyzptlk était doublé par Gilbert Gottfried et son design était plus proche de la version du Golden Age. Cette série impliqua aussi Sandra Bernhard en tant que Ms. Gsptlsnz. En version française, il fut doublé par Gérard Surugue.
- Michael J. Pollard jouait Mxyzptlk dans deux épisodes de la série télévisée Superboy de la fin des années 1980 et du début des années 1990.
- Howie Mandel jouait Mxyzptlk dans l'épisode Twas the Night Before Mxymas (La Boucle du temps) de la série télévisée Loïs et Clark : les nouvelles aventures de Superman des années 1990, dans lequel Mxy était décrit comme un leprechaun.
- Dans la série Smallville des années 2000, un personnage baptisé « Mikhail Mxyzptlk » apparu dans l'épisode Jinx (La Force des mots). Mxyzptlk, joué par Trent Ford, était un jeune étudiant étranger profitant d'un échange sponsorisé par Lionel Luthor qui organisait des paris clandestins dans Smallville High School. Dans cette série, Mxyzptlk était originaire d'un peuple qui vivaient près des Balkans et possédaient un pouvoir de contrôle mental (mais agissant uniquement sur les actions physiques, et de plus ses victimes restaient conscientes) ce qui lui permettait de contrôler tous les joueurs et parieurs ; par ailleurs, son nom était prononcé Mix-yel-pit-lik.
- Il apparaît brièvement dans la série Batman: L'Alliance des Héros (2008-2012), dans l'épisode 5 de la saison 3 : Battle of the Superheroes ! (Batman contre Superman en version française) interprété par Kevin Michael Richardson en tant qu'un des nombreux adversaires qu'affronte Superman lors de l'épisode, lorsque ce dernier invite Batman à Métropolis.
- Dans la série Supergirl, Mr. Mxyzptlk apparaît à la fin de l'épisode 12 & 13 de la saison 2, sous les traits de Peter Gadiot[1], ainsi qu'à la fin de l'épisode 12 et dans l'épisode 13 de la saison 5, joué par Thomas Lennon[2].
- Un personnage partageant les mêmes caractéristiques apparait dans les Mickey magazine

### Jeux vidéo
- Il est apparu dans le jeu Superman Returns en 2006, doublé par Dwight Schultz en version originale, il est le narrateur des mini-jeux.
- Mxy apparaît dans DC Universe Online doublé par Shanon Weaver en version originale. Il apparaît lors de l'événement de Thanksgiving où il se fait passer pour un leprechaun.
- Mxy apparaît dans Lego Batman 3: Au-delà de Gotham comme un personnage jouable. Il est de nouveau doublé par Gilbert Gottfried en vo.

### Musique
- Blaine L. Reininger (membre fondateur de Tuxedomoon) sort en 1984 sous le label Another Side l'album Night Air contenant le titre "Un Cafe Au Lait for Mr Mxyzptlk"  traitant d'une sorte de "super héros immigré" dont personne ne se soucie vraiment de la valeur de son travail, mais qu'il exécutera jusqu'à ce qu'il tombe, avec le mal du pays pour unique guide.